# Ute och cyklar
Ute och cyklar är en svensk romantisk dramakomedifilm som hade premiär på strömningstjänsten Netflix 23 maj 2025. Filmen är regisserad av Mårten Klingberg som även skrivit filmens manus tillsammans med Maria Karlsson och Christin Magdu. Filmen är en uppföljare till Ur spår från 2022.

## Handling
Filmen kretsar kring Lisa, som lever ett nyktert familjeliv med dottern Elvira och pojkvännen Anders. Hon har bestämt sig för att cykla Vätternrundan tillsammans med sin bror Daniel. När Daniels fru Klara vill skiljas bestämmer sig Daniel för att göra loppet med henne istället. Medan Daniel och Klara försöker lappa ihop sin relation, börjar Lisa flirta med ett gammalt ex.

## Rollista (i urval)
- Katia Winter – Lisa
- Fredrik Hallgren – Daniel
- Rakel Wärmländer – Klara
- Ulf Stenberg – Anders
- Alexander Karim – Calle
- Sofia Zouagui – Helena
- Sten Ljunggren – Farfar
- Claes Månsson – Birger